# لیونتو کاپیلو
لیونتو کاپیه لو (به انگلیسی: Leonetto Cappiello) طراح پوستر و نقاش ایتالیایی و فرانسوی بود که عمدتاً در پاریس زندگی و کار می‌کرد. او به دلیل نوآوری در طراحی پوستر، به عنوان «پدر تبلیغات مدرن» خوانده می‌شود. پوسترهای اولیه او شبیه آثار نقاشی گونه ژول شره و آلفرد کوبراک است. کاپیه لو مانند سایر هنرمندان جوان به شکلی که تقریباً برعکس پیشینیان او بود، کار کرد. او اولین هنرمند پوستر بود که از چهره‌های جسورانه‌ای که از پس زمینه‌های سیاه پوشیده شده بود، استفاده کرد و این تضاد حیرت‌انگیز با پوسترهای پیشین متفاوت بود.

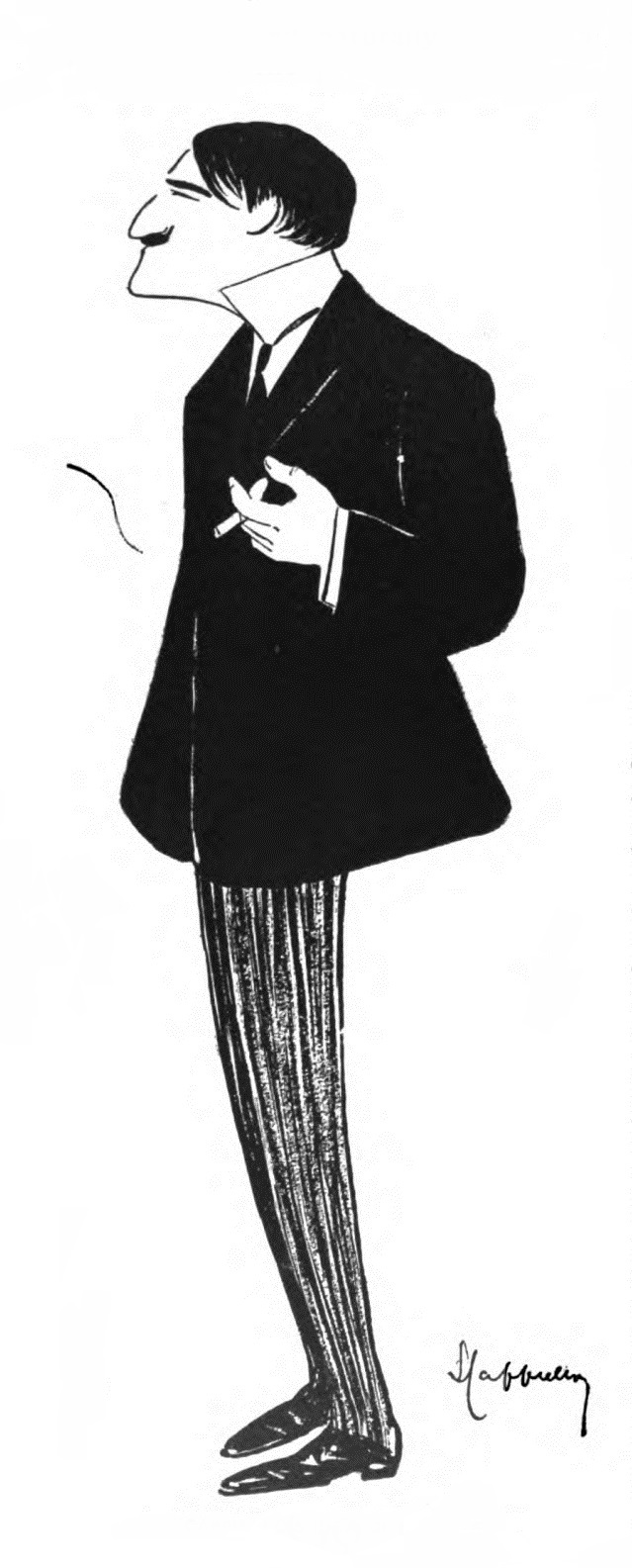
تصویر کاپیلو از خودش.

## برخی از لیتوگرافی های منتخب

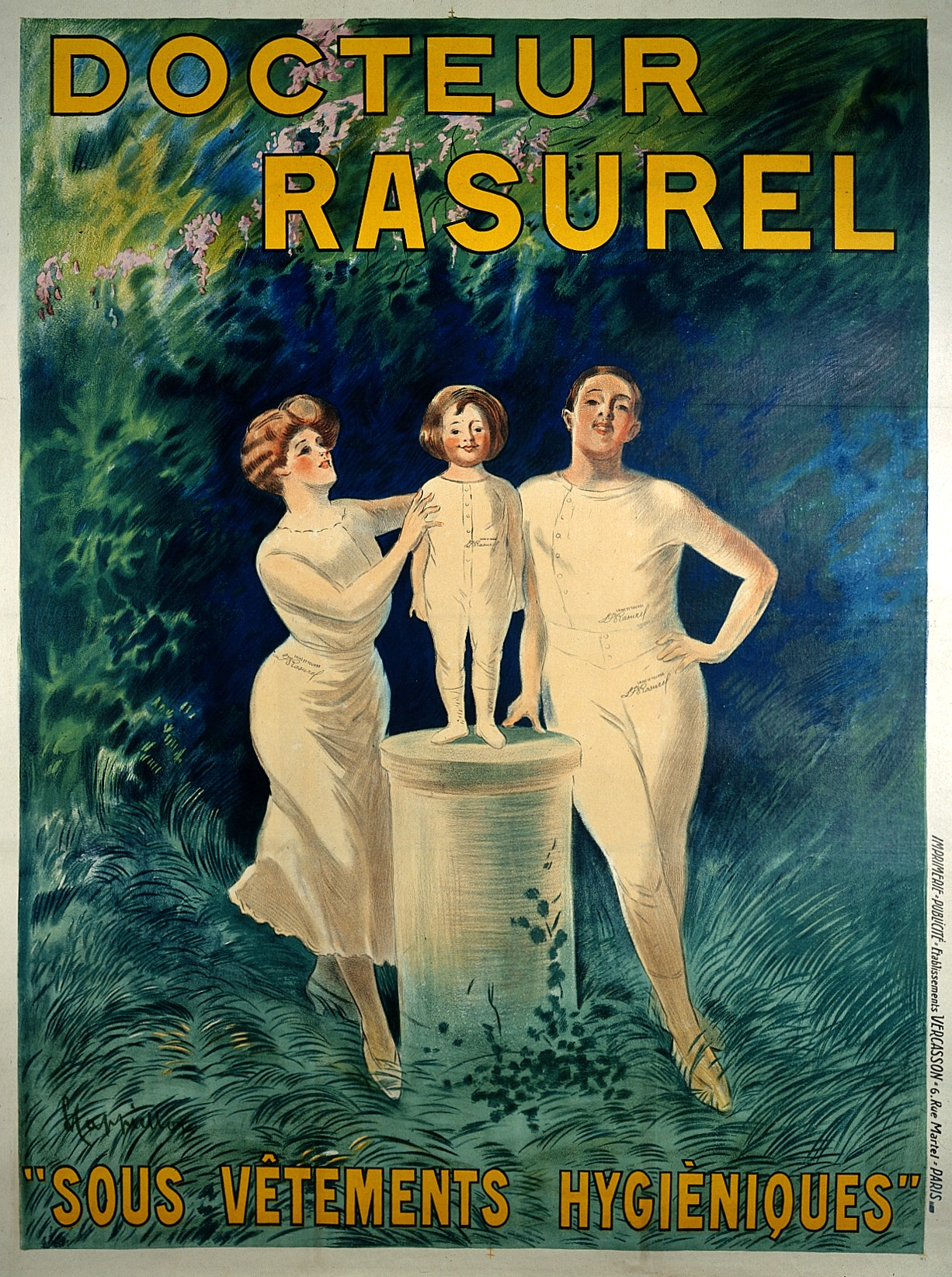
Sous Vetements Hygieniques ( تبلیغ لباس زیر برای دکتر ریشل، ۱۹۰۶ م.)
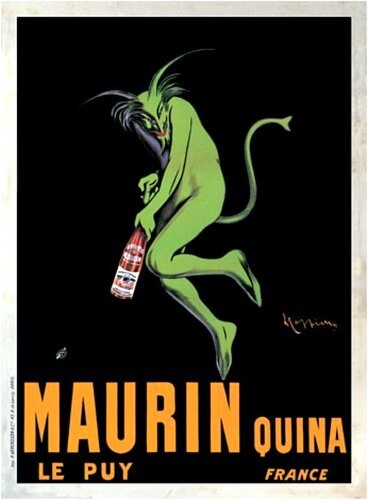
Maurin Quina (آگهی شراب فرانسوی ، ۱۹۰۶ م.)
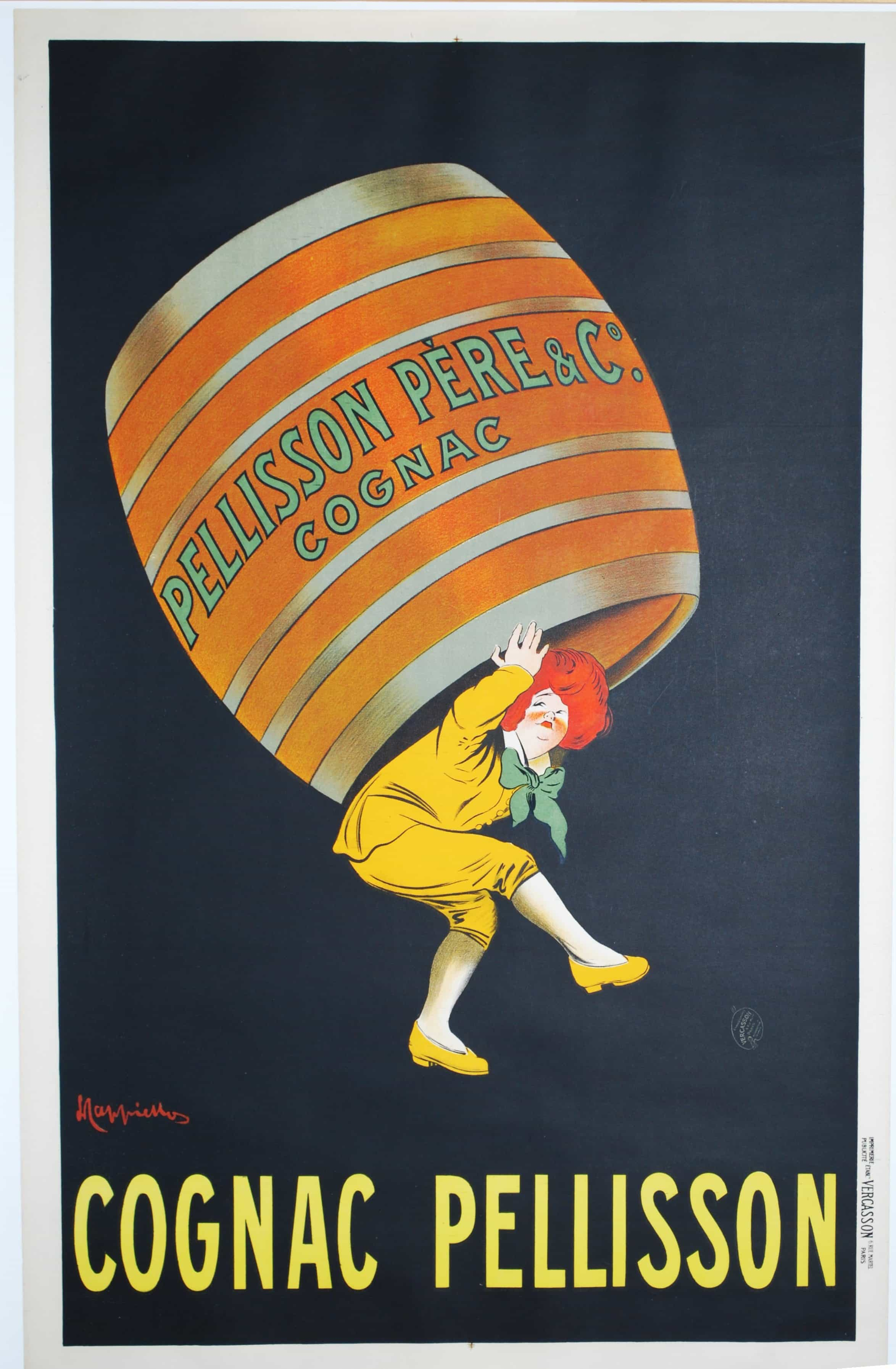
کنیاک پلیسون (آگهی کنیاک ، ۱۹۰۷)
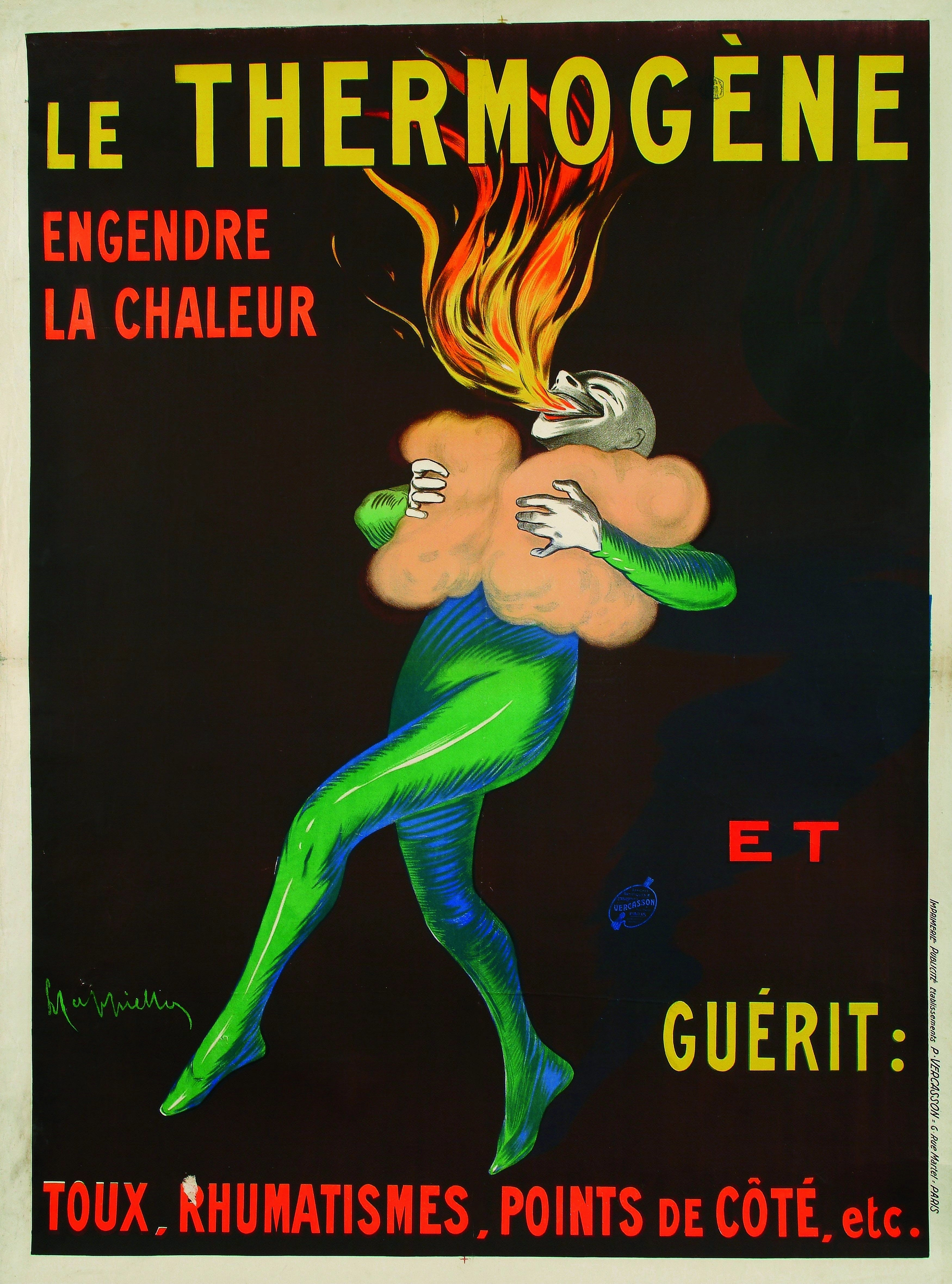
ترموژن (آگهی برای درمان سرفه و روماتیسم ، ۱۹۰۹ م.)
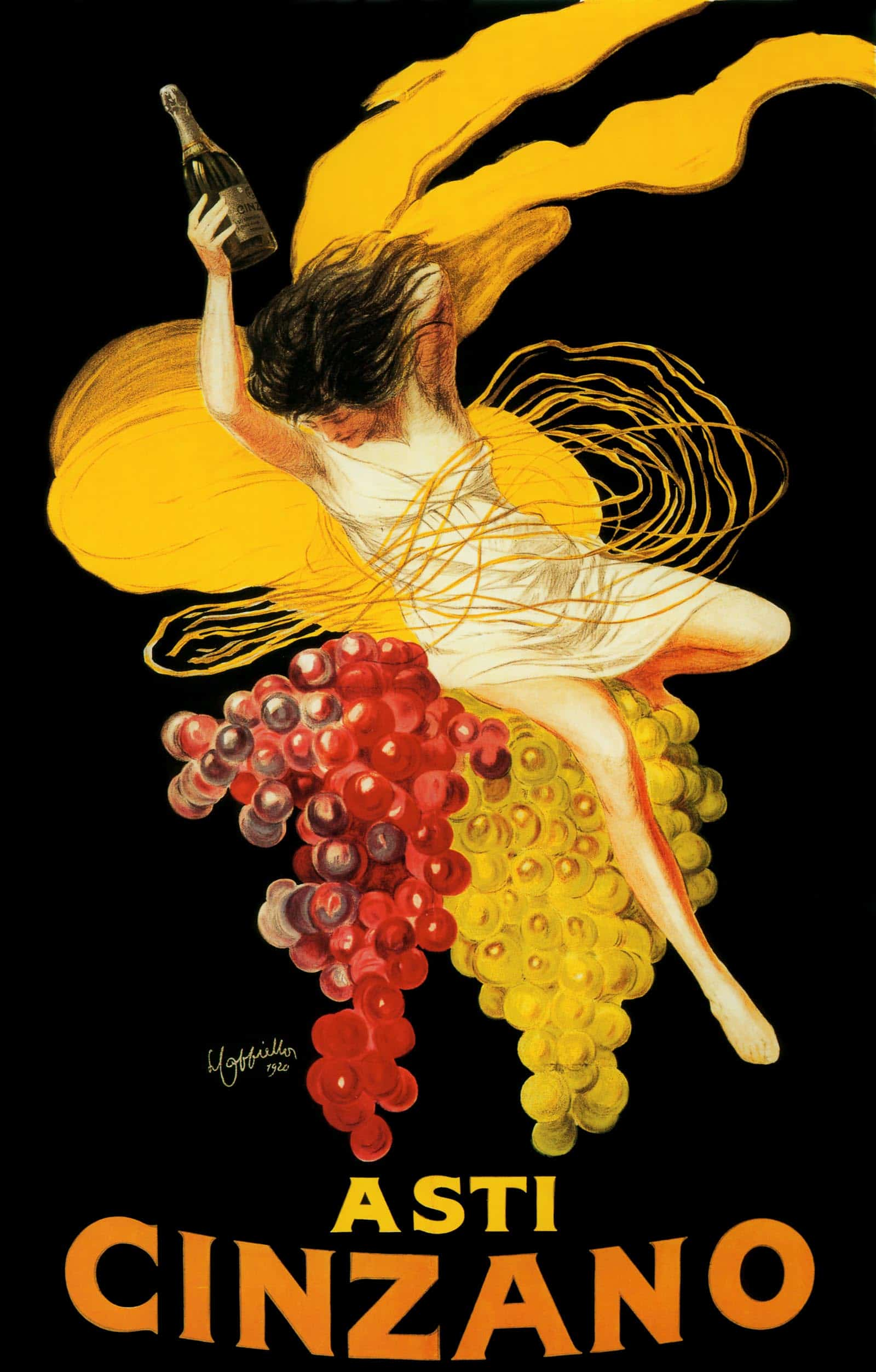
les pirates (Italian vermouth ad, 1910)
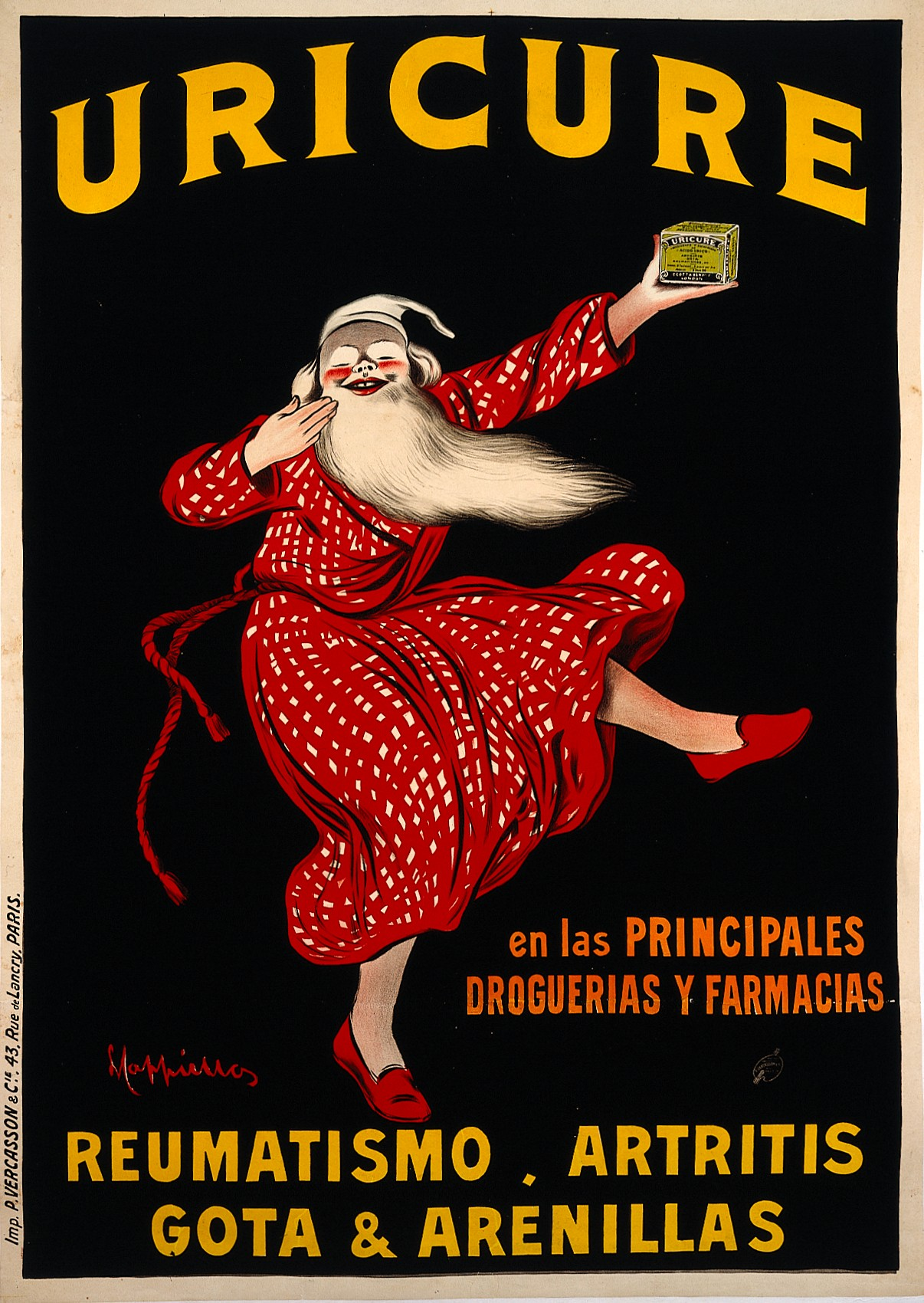
ادرار (آگهی برای درمان روماتیسم ، نقرس و آرتریت ، ۱۹۱۰ م.)
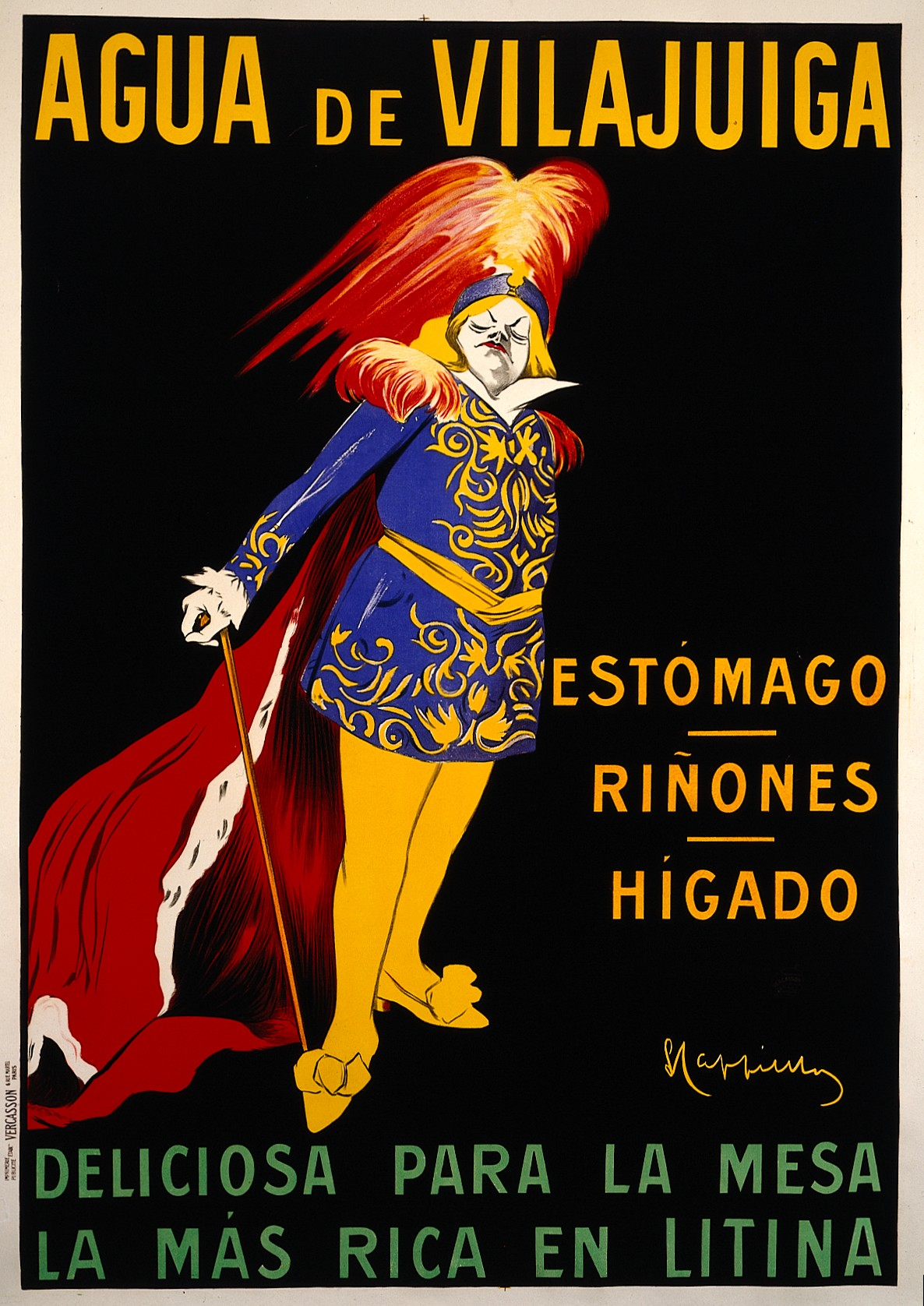
Aigua de Vilajuïga (آگهی آب معدنی اسپانیایی، ۱۹۱۰ م.)
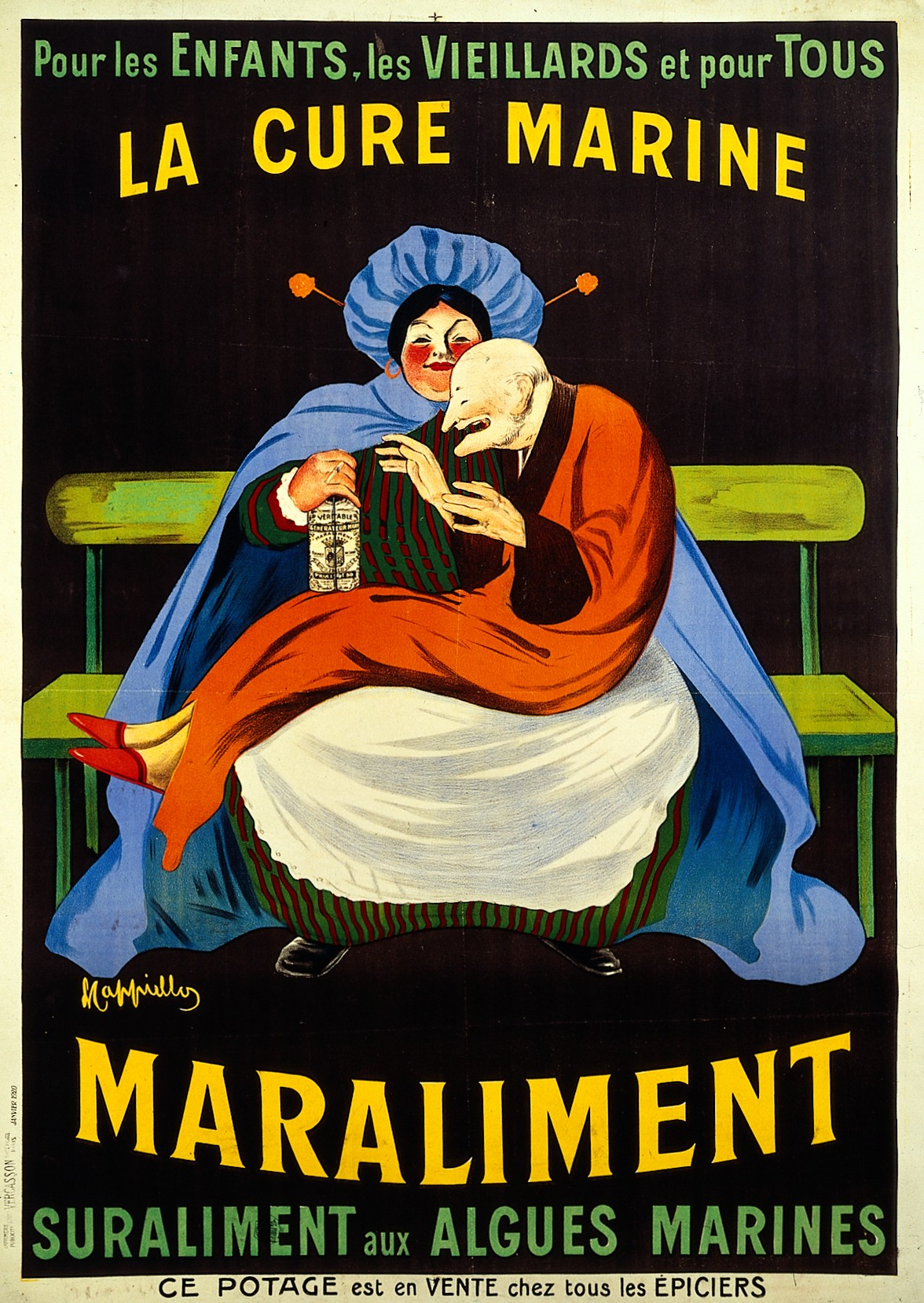
مارالیمنت (تبلیغ یک برند سوپ جلبک دریایی ، ۱۹۲۰ م.)
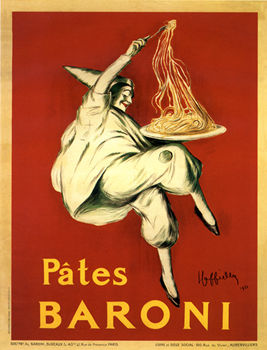
پیتس بارونی (تبلیغ ماکارونی ، ۱۹۲۱ م.)
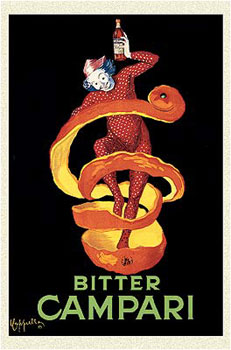
کامپاری تلخ (آگهی کامپاری ، ۱۹۲۱ م.)
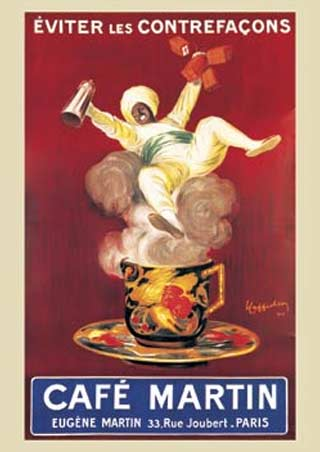
کافه مارتین (تبلیغ یک شرکت قهوه در پاریس ، ۱۹۲۱ م.)
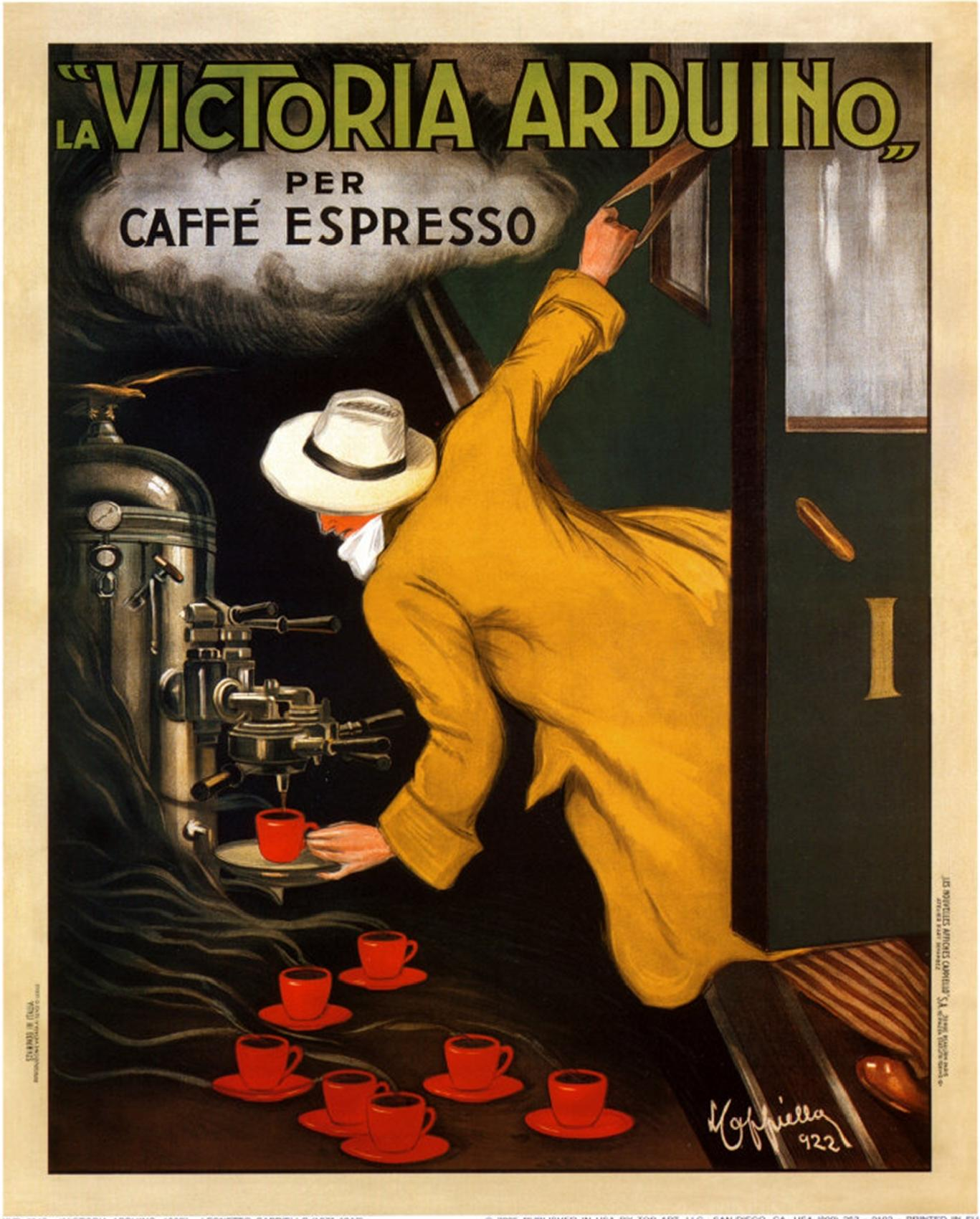
La Victoria Arduino (آگهی اسپرسو ، ۱۹۲۲ م.)
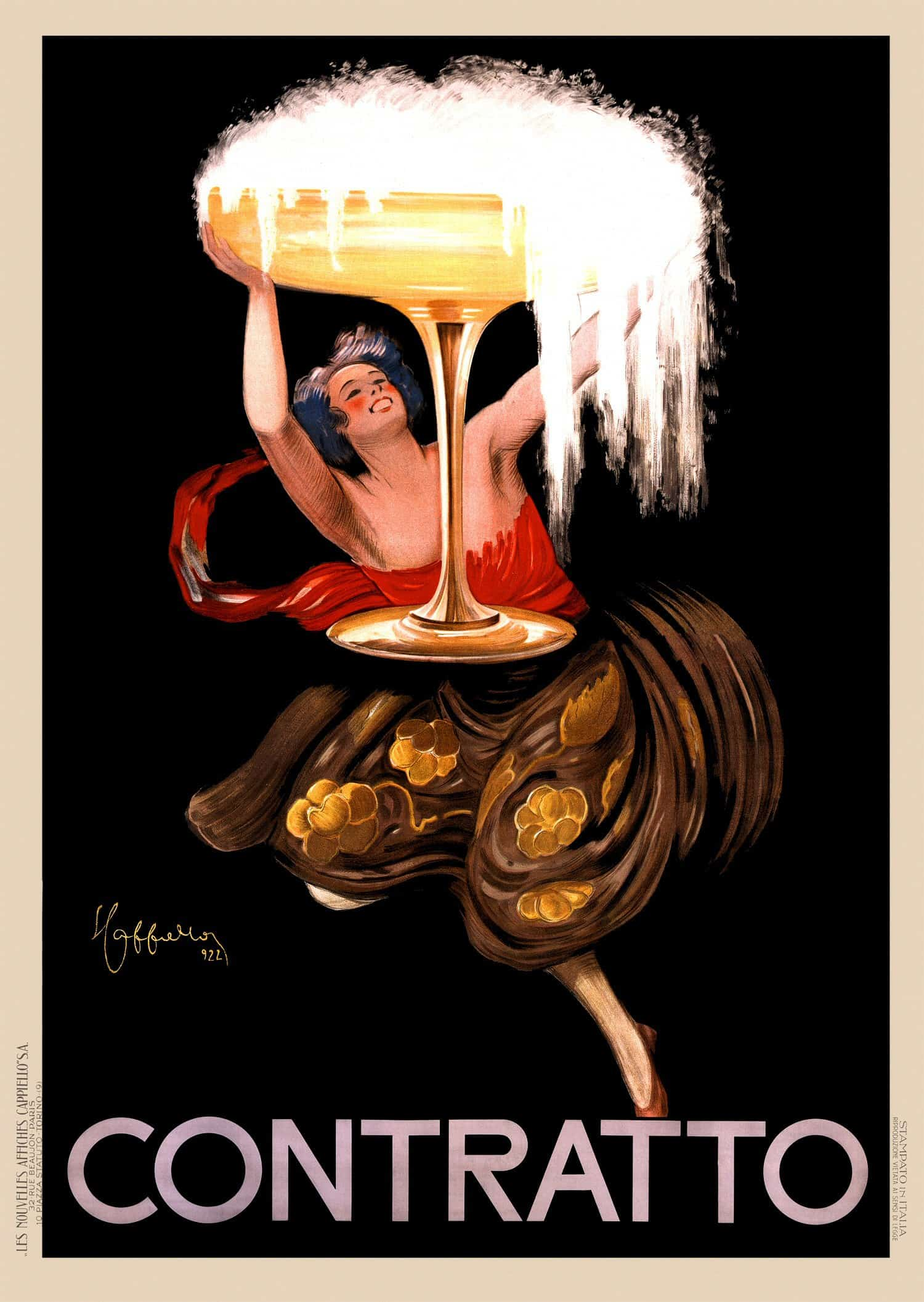
کونتراتو (آگهی مشروب ، ۱۹۲۲ م.)
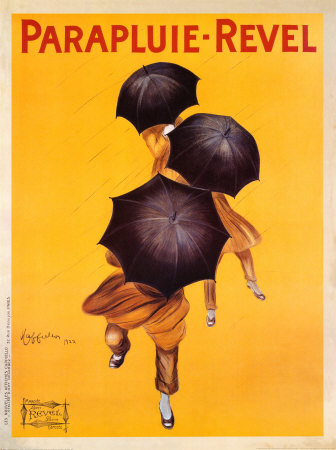
Parapluie Revel (تبلیغی برای شرکت تولیدی چترهای لوکس Revel ، پاریس ، ۱۹۲۲ م.)
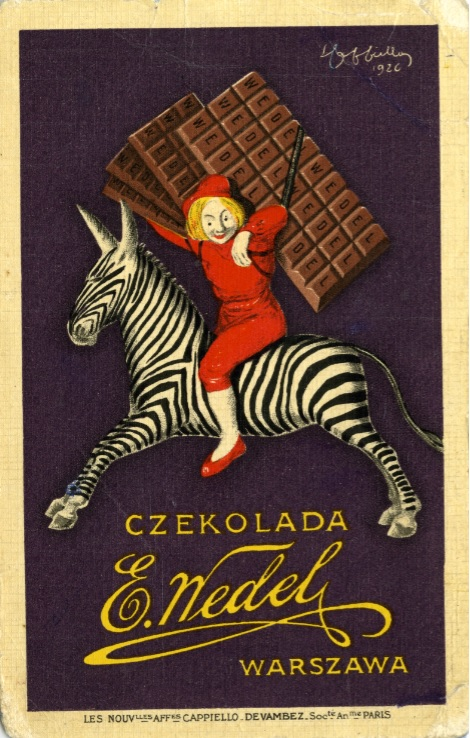
Chłopiec na zebrze ، ( ورشو ، ۱۹۲۶ م.)
La Rose Jacqueminot ، Coty ، (تبلیغ عطر، ۱۹۰۴ م.)